# Filip Škába
Ing. Filip Škába, MBA (* 15. dubna 1972 Praha) je český autor sci-fi povídek, aktivista fandomu, překladatel z angličtiny. Známý je především jako překladatel komiksu Garfield (původně stripy pro Právo a Metro, nyní pro nakladatelství Crew téměř pět desítek knih). Překládal Dilberta a Zero.